# Катастрофа Boeing 727 под Форталезой
Катастрофа Boeing 727 под Форталезой — крупная авиационная катастрофа, произошедшая ночью 8 июня 1982 года. Авиалайнер Boeing 727-212A авиакомпании VASP выполнял внутренний рейс VA168 по маршруту Сан-Паулу—Рио-де-Жанейро—Форталеза, но при заходе на посадку в пункте назначения врезался в горный массив Сьерра да Аратана около аэропорта Форталезы. Погибли все находившиеся на его борту 137 человек — 128 пассажиров и 9 членов экипажа.
На момент событий это была крупнейшая авиакатастрофа в истории Бразилии.

## Самолёт
Boeing 727-212A (заводской номер 21347, серийный 1282) был выпущен в 1977 году и свой первый полёт совершил 23 июля. На момент заказа его бортовой номер был 9V-SXA, но после выпуска сменился на 9V-SGA; 30 августа того же года был передан авиакомпании Singapore Airlines. 6 июня 1980 года был продан лизинговой компании «International Lease Finance Corporation (ILFC)», где получил бортовой номер PP-SRK, после чего был сдан в лизинг авиакомпании VASP, где самолёты данной модели были известны как «Super 200». Салон имел пассажировместимость на 152 места. Оснащён тремя турбореактивными двигателями Pratt & Whitney JT8D-17.

## Экипаж
Самолётом управлял опытный экипаж, его состав был таким:
- Командир воздушного судна (КВС) — 43-летний Фернанду Антониу Виейра де Пайва (порт. Fernando Antônio Vieira de Paiva). Очень опытный пилот, получил лицензию пилота в 1959 году, в авиакомпании VASP проработал 21 год и 2 месяца (с 15 марта 1961 года). Налетал 15 767 часов (в том числе в качестве КВС-инструктора и КВС-проверяющего), 7684 из них на Boeing 727. Был квалифицирован на командира Douglas DC-3, Vickers Viscount и Boeing 737. Друзья и коллеги характеризовали его как опытного лётчика, но по данным Национального союза авиаторов («порт. Sindicato Nacional dos Aeronautas») он был усталым и напряжённым из-за переработки, но в то же время в авиакомпании отрицали, что он работал больше положенных 85 часов в месяц. Также, по данным газеты «ISTOÉ[англ.]», он имел долг около 4 000 000 крузейро по итогам бракоразводного процесса со второй женой, который завершился за несколько дней до катастрофы, но при этом он готовился к третьему браку.
- Второй пилот — 28-летний Карлос Роберту Дуарте Барбоза (порт. Carlos Roberto Duarte Barbosa). Опытный пилот, в авиакомпании VASP проработал 2 года и 3 месяца (с 28 февраля 1980 года), все в должности второго пилота на Boeing 727; ранее 8 лет проработал в авиакомпании VARIG. Налетал 5324 часа, 350 из них на Boeing 727. Был квалифицирован на второго пилота Hawker Siddeley HS 748 и Boeing 707. Женат.
- Бортинженер — 31-летний Жозе Эримар де Фрейтас (порт. José Erimar de Freitas). В авиакомпании VASP проработал 9 лет и 11 месяцев (с 19 июня 1972 года) сперва в должности авиатехника, в 1979 году квалифицирован на бортинженера, до поступления в VASP работал коммерческим пилотом и пилотом-инструктором в лётном центре Сан-Паулу. На день катастрофы налетал 279 часов 14 минут. Коллегами характеризовался как фанат авиации. Женат, имел 2 дочерей.

В салоне самолёта работали 6 бортпроводников:
- Умберту да Силва Пестана (порт. Humberto da Silva Pestana), 49 лет — старший бортпроводник. Родился в Португалии, но имел бразильское гражданство. В авиакомпании VASP с 12 мая 1961 года, через год-два планировал уйти в отставку.
- Жизель де Соуза Ваз (порт. Gisele de Souza Vaz), 27 лет. В авиакомпании VASP с 1 июля 1981 года, среди коллег была известна как «Guísela». Получила известность, когда 1 сентября 1981 года во время рейса из Сан-Паулу в Кампу-Гранди при поддержке коллег Джанет, Аян и Луаны (на рейсе 168 их не было) приняла роды.
- Жулия Мария Перейра Нуньес Жозе (порт. Julia Maria Pereira Nunes José), 29 лет. В авиакомпании VASP с 17 января 1977 года.
- Мария де Лурдес Бриту Мелу (порт. Maria de Lourdes Brito Melo), 30 лет. В авиакомпании VASP с 8 января 1979 года.
- Мириам Кокату Лима (порт. Miriam Cocato Lima), 22 года. В авиакомпании VASP с 5 марта 1979 года, на данном рейсе замещала коллегу, которого перед вылетом из-за гипертонии забраковала медицинская комиссия.
- Эмилия Барбоза де Соуза (порт. Emília Barbosa de Souza), 20 лет. В авиакомпании VASP с 1 июля 1981 года.

## Хронология событий
Boeing 727-212A борт PP-SRK выполнял внутренний рейс VA168 из Сан-Паулу в Форталезу с промежуточной посадкой в Рио-де-Жанейро. Ясным вечером в понедельник 7 июня в 22:53 BRST с 9 членами экипажа и 54 пассажирами на борту рейс 168 вылетел из аэропорта Гуарульос и примерно через 40 минут приземлился в аэропорту Галеан (Рио-де-Жанейро). В Рио-де-Жанейро на борт рейса 168 сели ещё 74 пассажира, а в баки было залито 22 000 литров авиатоплива, после чего во вторник 8 июня в 00:12 с 9 членами экипажа и 128 пассажирами на борту Boeing 727 вылетел из Рио-де-Жайнеро и после набора высоты занял эшелон FL330 (10 050 метров). Маршрут рейса 168 проходил над штатами Минас-Жерайс, Баия и Пернамбуку (Петролина).
В 02:25 следующий по воздушному коридору UR-1 рейс 168 прошёл точку Рио-Форталеза (в 259 километрах от аэропорта), когда диспетчер дал указания, что снижение будет производиться с эшелона FL330 до высоты 1524 метра с докладом о прохождении высоты 3048 метров. Согласно установленной схеме, снижение должно было производиться в 159 километрах от аэропорта, но КВС начал его выполнять при удалении 253 километра. В результате высота 3048 метров была пройдена на удалении больше установленного. В 02:37:25 второй пилот доложил авиадиспетчеру о прохождении высоты 2743 метра при удалении 103 километра, это было последнее радиосообщение с борта рейса VA168. В 02:39:45 при проходе высоты 1768 метров система GPWS выдала сигнал об опасном сближении с землёй, но КВС его проигнорировал. В Форталезе в это время была пасмурная погода с нижней границей облачности около 600 метров (верхняя — около 6 километров), температура воздуха +24 °C, слабый ветер, дождь, лёгкая дымка, видимость более 10 километров. Снизившись до высоты 1524 метра, КВС увидел впереди огни Форталезы и ошибочно решил, что аэропорт уже близко, в связи с чем продолжил снижение до высоты 457 метров, установленной для входа в глиссаду, и стал выполнять левый поворот для захода на посадку на ВПП №13.
В 02:42:45, когда самолёт был на высоте 1158 метров, второй пилот сказал: Вы видите, впереди нас, похоже, находятся горы?, но КВС сказал, что ничего подозрительного не видит. Затем в 02:44:29 на высоте около 701 метра прозвучал уже второй сигнал GPWS об опасной высоте, но командир вновь его проигнорировал. В 02:44:59 летевший на высоте 594 метра над уровнем моря рейс VA168 на скорости 546 км/ч ударился о деревья (при этом у него оторвалась часть плоскости крыла), а через секунду (ровно в 02:45 BRST (02:45:00)) врезался в склон горного массива Сьерра да Аратана в 8 километрах от Пакатубы (агломерация Форталеза) и полностью разрушился. Все 137 человек на его борту погибли.
На момент событий (по числу погибших) катастрофа рейса 168 занимала первое место в Бразилии, на 2020 год — третье (после катастроф над Мату-Гросу (154 погибших) и в Сан-Паулу (199 погибших)).

## Расследование
Расследование причин катастрофы рейса VA168 проводил Национальный комитет по расследованию авиационных инцидентов (CENIPA).
Окончательный отчёт расследования был опубликован 6 августа 1982 года, всего через почти 3 месяца после катастрофы.